# Pretrž
Pretrž este o localitate din comuna Moravče, Slovenia, cu o populație de 29 de locuitori.